# Alfred William Burton
Alfred William Burton (geb. 19. Oktober 1882 in King William’s Town, Ostkap, Südafrika; gest. 2. Juni 1970 ebenda) war ein südafrikanischer Mediziner, Historiker und Africana-Sammler.
Burton hatte Medizin in Edinburgh studiert und war einer der umfassendsten Altertumsforscher des Ostkaps. Sein vielleicht wichtigstes Buch ist Sparks from the Border Anvil. A Record of Remarkable and Inspiring Events and of Progressive Enterprise on the Long Contested Cape Frontier, now the Border Districts of the Cape Province (Funken vom Amboss der Grenze. Ein Bericht über bemerkenswerte und inspirierende Ereignisse und über fortschrittliches Unternehmertum an der lange umkämpften Kapgrenze, den heutigen Grenzbezirken der Kapprovinz). Es enthält einen ausführlichen Bericht über die Selbstzerstörung der Xhosa und wird z. B. von Elias Canetti in seinem Masse und Macht neben den Werken von G. McCall Theal (History of South Africa), Kropf (Die Lügenpropheten des Kaffernlandes) und Katesa Schlosser (Propheten in Afrika) zu diesem Thema herangezogen.

## Publikationen
- Sparks from the Border Anvil. Provincial Publishing Company, ca. 1950
- The Highlands of Kaffraria a review of outstanding incidents in Kafirland and British Kaffraria leading up to the rise of King William’s Town, Keiskama Hoek and East London, with special reference to the history and situation of Fort Stokes. King William’s Town, King Print. Co., 1942 (Cape Town: Struik, 1969)